# Campeonato Paraense de Futebol de 1983
O Campeonato Paraense de Futebol de 1983 foi a 71.ª edição da principal divisão do futebol do Pará. Organizada pela Federação Paraense de Futebol, a competição contou com a participação de oito clubes. A Tuna Luso sagrou-se campeã, conquistando seu 9º título estadual, enquanto o Remo ficou com o vice-campeonato. Dadinho, do Remo, foi o maior goleador do certame, com 23 gols marcados.
Com a conquista do título paraense, a Tuna Luso também conseguiu o direito de participar da Copa Brasil de 1984, nome oficial do Campeonato Brasileiro daquele ano. Já o Remo qualificou-se para a Taça CBF de 1984, a segunda divisão nacional daquela temporada.

## Participantes
| Equipe        | Cidade               | Títulos (mais recente) | Part. |
| ------------- | -------------------- | ---------------------- | ----- |
| Izabelense    | Santa Izabel do Pará | 0 (não possui)         | 4     |
| Paysandu      | Belém                | 32 (1982)              | 67    |
| Pinheirense   | Belém                | 0 (não possui)         | 8     |
| Remo          | Belém                | 28 (1979)              | 67    |
| Santa Rosa    | Belém                | 0 (não possui)         | 1ª    |
| Sport Belém   | Belém                | 0 (não possui)         | 16    |
| Tiradentes-PA | Belém                | 0 (não possui)         | 10    |
| Tuna Luso     | Belém                | 8 (1970)               | 49    |

## Premiação
| Campeonato Paraense de 1983   |
| Belém                         |
| ----------------------------- |
| Tuna Luso Campeão (9º título) |